# Estados Unidos nos Jogos Olímpicos de Inverno de 2022
Estados Unidos participou dos Jogos Olímpicos de Inverno de 2022, realizados em Pequim, na China.
Foi a 24.ª aparição do país em Olimpíadas de Inverno, ou seja, em todas as edições dos Jogos de Inverno. Foi representado por 224 atletas, sendo 116 homens e 108 mulheres.
O país conquistou oito medalhas de ouro e 25 no total nos Jogos, terminando em quarto lugar na classificação geral na terceira edição dos Jogos de Inverno consecutivos. Os destaques desta edição incluem Jessie Diggins que se tornou a primeira esquiadora do país a ganhar medalhas individuais no esqui cross-country, o patinador Nathan Chen que quebrou o recorde mundial no "programa curto" no caminho para a medalha de ouro no individual masculino, Erin Jackson se tornou a primeira atleta negra a ganhar o ouro na patinação de velocidade (nos 500 m feminino) e Chloe Kim defendendo seu título no halfpipe feminino de snowboard. A veterana de snowboard Lindsey Jacobellis, que foi medalhada pela última vez em Turim 2006, foi a única atleta dos Estados Unidos com várias medalhas de ouro, vencendo o snowboard cross e dividindo o ouro com o companheiro de equipe Nick Baumgartner no evento snowboard cross por equipes mistas.

## Competidores
| Esporte                                | Masculino | Feminino | Total |
| -------------------------------------- | --------- | -------- | ----- |
| Biatlo                                 | 4         | 4        | 8     |
| Bobsleigh                              | 8         | 4        | 12    |
| Combinado nórdico                      | 5         | —        | 5     |
| Curling                                | 5         | 6        | 11    |
| Esqui alpino                           | 6         | 11       | 17    |
| Esqui cross-country                    | 6         | 8        | 14    |
| Esqui estilo livre                     | 16        | 16       | 32    |
| Hóquei no gelo                         | 25        | 23       | 48    |
| Luge                                   | 5         | 3        | 8     |
| Patinação artística                    | 8         | 8        | 16    |
| Patinação de velocidade                | 7         | 5        | 12    |
| Patinação de velocidade em pista curta | 2         | 5        | 7     |
| Salto de esqui                         | 4         | 1        | 5     |
| Skeleton                               | 1         | 2        | 3     |
| Snowboard                              | 14        | 12       | 26    |
| Total                                  | 116       | 108      | 224   |

## Medalhas
Estes foram os medalhistas desta edição:
| Atleta | Esporte                 | Evento                             | Medalha |
| --- | ----------------------- | ---------------------------------- | ------- |
| Lindsey Jacobellis | Snowboard               | Snowboard cross feminino           | Ouro    |
| Nathan Chen | Patinação artística     | Individual masculino               | Ouro    |
| Ashley Caldwell Christopher Lillis Justin Schoenefeld | Esqui estilo livre      | Aerials misto                      | Ouro    |
| Chloe Kim | Snowboard               | Halfpipe feminino                  | Ouro    |
| Nick Baumgartner Lindsey Jacobellis | Snowboard               | Snowboard cross por equipes mistas | Ouro    |
| Erin Jackson | Patinação de velocidade | 500 m feminino                     | Ouro    |
| Kaillie Humphries | Bobsleigh               | Monobob feminino                   | Ouro    |
| Alex Hall | Esqui estilo livre      | Slopestyle masculino               | Ouro    |
| Jaelin Kauf | Esqui estilo livre      | Moguls feminino                    | Prata   |
| Julia Marino | Snowboard               | Slopestyle feminino                | Prata   |
| Evan Bates Karen Chen Nathan Chen[PRE] Madison Chock Zachary Donohue[PRE] Brandon Frazier Madison Hubbell[PRE] Alexa Knierim Vincent Zhou | Patinação artística     | Equipes                            | Prata   |
| Ryan Cochran-Siegle | Esqui alpino            | Super-G masculino                  | Prata   |
| Colby Stevenson | Esqui estilo livre      | Big air masculino                  | Prata   |
| Elana Meyers Taylor | Bobsleigh               | Monobob feminino                   | Prata   |
| Nick Goepper | Esqui estilo livre      | Slopestyle masculino               | Prata   |
| Cayla Barnes Megan Bozek Hannah Brandt Dani Cameranesi Alexandra Carpenter Alex Cavallini Jesse Compher Kendall Coyne Schofield Brianna Decker Jincy Dunne Savannah Harmon Caroline Harvey Nicole Hensley Megan Keller Amanda Kessel Hilary Knight Abbey Murphy Kelly Pannek Maddie Rooney Abby Roque Hayley Scamurra Lee Stecklein Grace Zumwinkle | Hóquei no gelo          | Feminino                           | Prata   |
| David Wise | Esqui estilo livre      | Halfpipe masculino                 | Prata   |
| Jessie Diggins | Esqui cross-country     | 30 km livre feminino               | Prata   |
| Jessie Diggins | Esqui cross-country     | Velocidade individual feminino     | Bronze  |
| Zachary Donohue Madison Hubbell | Patinação artística     | Dança no gelo                      | Bronze  |
| Megan Nick | Esqui estilo livre      | Aerials feminino                   | Bronze  |
| Ethan Cepuran[PRE] Casey Dawson Emery Lehman Joey Mantia | Patinação de velocidade | Perseguição por equipes masculino  | Bronze  |
| Brittany Bowe | Patinação de velocidade | 1000 m feminino                    | Bronze  |
| Sylvia Hoffman Elana Meyers Taylor | Bobsleigh               | Duplas femininas                   | Bronze  |
| Alex Ferreira | Esqui estilo livre      | Halfpipe masculino                 | Bronze  |

PRE. ^ Atletas que competiram em rodadas preliminares ou de qualificação, mas não na rodada final.

## Desempenho

### Biatlo
Masculino
Feminino

### Bobsleigh
Masculino
Feminino

### Combinado nórdico
Masculino

### Curling
Masculino
Feminino

### Esqui alpino
Masculino
Feminino

### Esqui cross-country
Masculino
Feminino

### Esqui estilo livre
Masculino
Feminino

### Hóquei no gelo
Masculino
Feminino

### Luge
Masculino
Feminino

### Patinação artística
Masculino
Feminino

### Patinação de velocidade
Masculino
Feminino

### Patinação de velocidade em pista curta
Masculino
Feminino

### Salto de esqui
Masculino
Feminino

### Skeleton
Masculino
Feminino

### Snowboard
Masculino
Feminino
Legenda
| Recorde mundial      | Recorde mundial (World record)               |                       | Recorde africano                      | Recorde africano (African) |                                           | Q | Classificado por posição (Qualified) |
| Recorde olímpico     | Recorde olímpico (Olympic record)            | Recorde da América    | Recorde da América (Americas)         | q                          | Classificado por melhor tempo (Qualified) |   |                                      |
| Melhor marca do ano  | Melhor marca do ano (World leading)          | Recorde asiático      | Recorde asiático (Asian)              | DNS                        | Não largou (Did not start)                |   |                                      |
| Recorde nacional     | Recorde nacional (National record)           | Recorde europeu       | Recorde europeu (European)            | DNF                        | Não terminou (Did not finish)             |   |                                      |
| Recorde pessoal      | Recorde pessoal do atleta (Personal best)    | Recorde da Oceania    | Recorde da Oceania (Oceania)          | DSQ / DQ                   | Desclassificado (Disqualified)            |   |                                      |
| Recorde da temporada | Recorde da temporada do atleta (Season best) | Recorde sul-americano | Recorde sul-americano (South America) | NM                         | Sem marca (No mark)                       |   |                                      |